# Usmon Toshev
Usmon Qudratovich Toshev (usbekisch-kyrillisch Усмон Қудратович Тошев; russisch Усмон Кудратович Тошев, Usmon Kudratowitsch Toschew; * 23. September 1965 in Buxoro, Usbekische SSR, Sowjetunion) ist ein usbekischer Fußballtrainer und ehemaliger -spieler.

## Spielerkarriere
Toshev begann seine Karriere bei Zarafshon Navoiy. Zwischen 1985 und 1987 absolvierte der Abwehrspieler 52 Spiele und erzielte zwei Tore. Nach einem Jahr beim Zweitligisten Paxtakor Taschkent wechselte er zu Nurafshon Buxoro. In seiner ersten Saison in der vierten Liga erzielte er zwölf Tore in 37 Spielen und stieg als Meister in die zweite sowjetische Liga auf. Nach dem Fall des Eisernen Vorhangs spielte Buxoro ab 1992 in der usbekischen 1. Liga, wo Toshev in zehn Spielen zum Einsatz kam. Nach einer Saison beim russischen Zweitligisten Atommasch Wolgodonsk und einer beim Szolnoki MÁV FC in Ungarn kehrte er zu seinem Heimatverein zurück, der inzwischen in FK Buxoro umbenannt wurde. Er spielte bis 1999 in 143 Erstliga-Partien, bevor der Mittelfeldspieler seine Karriere beendete. Zudem spielte Toshev zweimal für die usbekische Nationalmannschaft.

## Trainerkarriere
Im Anschluss an seiner Spielerkarriere übernahm Toshev zur Saison 2000 den FK Buxoro von seinem bisherigen Trainer Hakim Fusailow. Er blieb die folgenden acht Saisons beim Verein und erreichte u. a. 2001 und 2005 das Halbfinale des usbekischen Fußballpokals. Gleichzeitig war er im Jahr 2006 kurzzeitig Co-Trainer von Waleri Nepomnjaschtschi bei der usbekischen Nationalmannschaft. Nach einer schwachen Saison 2008, der mit dem sportlichen Abstieg in die zweite Liga endete, wurde Toshev von seinen Aufgaben als Cheftrainer von Buxoro entbunden. Nach einem kurzen Engagement beim FK Shoʻrtan Guzar übernahm er in der Saison 2009 den Zweitligisten Spartak Taschkent, wo er bis 2011 blieb. Zur Saison 2012 folgte er Roʻziqul Berdiyev beim usbekischen Topklub Nasaf Karschi, der im Vorjahr Vizemeister wurde. Jedoch verpasste der Klub unter Toshevs Leitung mit Platz 4 die Champions-League-Plätze und wurde zur neuen Saison durch seinen Vorgänger Berdiyev ersetzt. Nach einem Jahr bei Spartak Buxoro wurde Toshev mit sieben Kollegen als Trainer für die Vereine der Afghan Premier League verpflichtet; Von 2014 bis 2015 war er Trainer von De Maiwand Atalan. Im Jahre 2017 war er Trainer FK Andijon. Im Jahre 2018 war er Trainer der U17-Nationalmannschaft von Usbekistan und vom afghanischen Verein Tofan Harirod. Von 2018 bis 2021 war Toshev Trainer der tadschikischen Nationalmannschaft und trainierte danach wieder den FK Buxoro.
Im Oktober 2024 wurde Toshev zum neuen Cheftrainer der afghanischen Nationalmannschaft ernannt.

## Erfolge
- Usbekischer Vizemeister (1): 1994